# Вільям Пердом
Вільям Пердом (англ. William Purdom, 10 квітня 1880 — 7 листопада 1921) — англійський мандрівник та колекціонер рослин. У 1909 році керівництво дендрарію Арнольда Гарвардського університету відправило Вільяма Пердома у експедицію північними провінціями Китаю. Він колекціонував зразки та фотографував рослини для дендрарію Арнольда вздовж річки Хуанхе протягом 1909—1911 років. Він був призначений інспектором лісів у Китайському уряді. Rhododendron purdomii був названий на його честь у дендрарії Арнольда.
У 1914 році Вільям Пердом разом із Реджинальдом Фаррером провів експедицію у Тибет та провінцію Ганьсу. Вони знайшли там багато зразків рослин, які поповнили британські сади.